# Lilja Briková

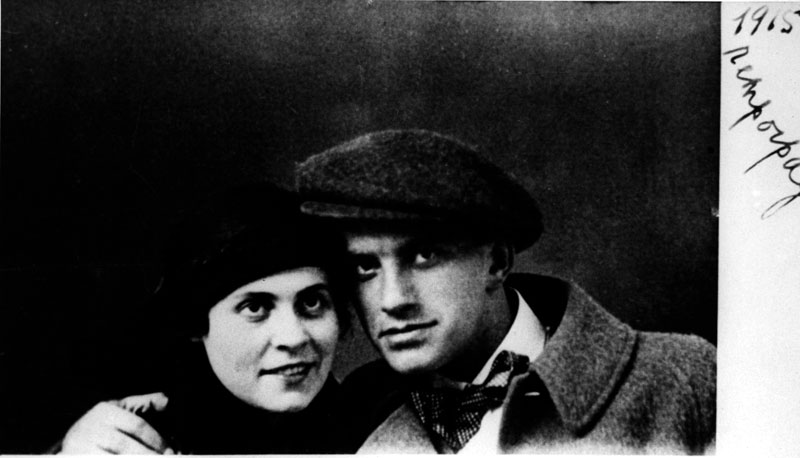
Vladimír Majakovskij a Lilja Briková

Lilja Briková, rozená Kaganová, rusky Ли́ля Ю́рьевна Брик, * 30. října 1891 (podle juliánského kalendáře), 11. listopadu 1891 (podle gregoriánského kalendáře) Moskva – † 4. srpna 1978 Peredělkino, byla sovětská spisovatelka a překladatelka. Byla to sestra Elsy Trioletové, manželka Osipa Brika, milenka Vladimira Vladimiroviče Majakovského. Biografie Lily Brik se prolíná s osudy mnoha osobností umění a literatury z různých zemí, včetně básníka Sergeje Narovčatova, básníka Pavla Kogana, básníka Michala Kulčitského, Maji Plisecké, Rodiona Ščedrina, Sergeje Paradžanova, Andreje Vozněsenského, Martirose Sarjana, Marca Chagalla, Pabla Picasso, Louise Aragona (druhého manžela její sestry), a dalších. Znala i Borise Pasternaka, Viktora Šklovského a další.
Majakovskij ji mj. věnoval poemy „O tom“ (rusky Про это), „Páteřní flétna“ (rusky Флейта-позвоночник), básně „Na všechno“ (rusky Ко всему), „Liljička!“. a mnoho dalších děl. Lilja Briková získala polovinu dědických práv na Majakovského tvůrčí dědictví. Podílela se na vydání kompletních děl básníka. Vytvořila první Majakovského muzeum v Moskvě (bylo později zlikvidováno). Od konce 50. let 20. století se cenzura snažila vyloučit jméno Lilja Briková Brik z Majakovského biografie. Vedla jeden z nejslavnějších literárních a výtvarných salonů 20. století. Pablo Neruda ji nazval „múzou ruské avantgardy“.

## Život
V roce 1912 vstoupila do manželství s Osipem Brikem. Krátce po sňatku s Brikem se zamilovala do Vladimira Majakovského a šest let udržovala tato trojice polyamorní vztah podle dobových ideálů volné lásky. V roce 1925 se Brik s Liljou rozvedl.
Po smrtí Vladimíra Majakovského (1930) se dalším jejím manželem stal generál Vitalij Primakov (v roce 1937 byl popraven). Známým se stal dopis Lilji Brikové Stalinovi z roku 1935. V něm si stěžovala na zanedbávání Majakovského básnického odkazu. Stalin poté pověřil Nikolaje Ježova, aby zajistil vydání kompletního vydání Majakovského a zpracování jeho děl ve školních hodinách. Později Stalin pokračoval v ochraně Lilji Brikové a osobně odstranil její jméno (podle historika Roye Medveděva) z jednoho ze seznamů (tzv. seznamů smrti), sestavených Ježovem.
V roce 1938 se Lilja Briková provdala za spisovatele a literárního kritika Vasilije Katanjana, s nímž strávila zbytek svého života. V roce 1978 ve věku 86 let Lilja Briková spáchala sebevraždu .